# (1997) Leverrier
(1997) Leverrier est un astéroïde de la ceinture principale. Il a été ainsi baptisé en hommage à Urbain Le Verrier (1811—1877), mathématicien et astronome français. Il a une magnitude absolue de 13,4.